# Arsia Mons
Arsia Mons (hrv. Arsijska gora)  je najjužniji od tri vulkana (kolektivno poznat kao Tharsis Montes) na izbočini Tharsis blizu ekvatora planeta Mars. Sjeverno je Pavonis Mons, a sjeverno od toga je Ascraeus Mons. Najviši vulkan u Sunčevom sustavu, Olympus Mons, nalazi se na sjeverozapadu. Ime mu dolazi od odgovarajućeg albedo obilježja na karti Giovannija Schiaparellija, kojeg je on zauzvrat nazvao po legendarnoj rimskoj šumi Arsia Silva. 

## Struktura
Arsia Mons je štitasti vulkan s relativno niskim nagibom i masivnom kalderom na njegovom vrhu. Najjužniji je od tri vulkana Tharsis Montesa i jedini je veliki vulkan južno od ekvatora.
Vulkan je 435 kilometara dug u promjeru, gotovo 20 kilometara visok a vrh kaldera je 110 km širok. Na vrhuncu je atmosferski tlak niži od 107 paskala. Ako se izuzme Olympus Mons, najveći je poznati vulkan po volumenu. Arsia Mons ima 30 puta veći volumen Maune Loe na Havajima, najvećeg vulkana na Zemlji.  
Kaldera Arsia Monsa nastala je kad se planina urušila na sebe nakon što se iscrpilo njezino ležište magme. Na rubovima planine postoje mnoge druge značajke geološkog urušavanja.
Štit je presiječen otprilike sjeveroistok-jugozapad, nizom urušavanja. Karakteristike kolapsa na štitu povezane su linijom malih štitastih vulkana na podu kaldere. Moguće je da ova linija predstavlja značajnu grešku sličnu ostalim rasprostranjenim na Tharsiskoj izbočini. Ova greška može predstavljati izvor Arsijske lave. 
Područje rasjeda na jugozapadu značajno je prikazala sonda Mars Express Europske svemirske agencije. 2004. godine stvorena je 3D karta ove regije visoke rezolucije. Na ovoj detaljnoj slici mogu se vidjeti klifovi, klizišta i brojne naznake urušavanja. U kombinaciji s velikim protokom lave na kraju puknuća, ovo može otkriti područja koja su isušila lavu s kaldere i pridonijela urušavanju. 
Sjeverozapadna strana vulkana značajno je različita i grublja od jugoistočne, a značajke mogu predstavljati dokaze o ledenjacima. 

## Povijest
Najnovija eruptivna epizoda u povijesti Arsia Monsa, među najmlađima na Marsu, uključivala je najmanje 29 otvora unutar kaldere, a također i erupcije na bočnim pregačama duž osi vulkana sjever-jug. Smatra se da se ova aktivnost povećala s 200–300 Ma na 10–90 Ma prije, dosegnuvši maksimum od 150 Ma sa stopom erupcije u kalderi od 1-8   km 3 po Ma. Ova niska nedavna stopa uspoređuje se s prosječnom stopom od 270 km 3 / Ma preko vulkana zaključio je čitavu 3400 Ma povijesti.

## Vrijeme

### Arsia Mons Elongated Cloud
Arsia Mons Elongated Cloud ili AMEC (hrv. Izduženi oblak uz Arsia Mons) je ponavljani vremenski fenomen koji se formira svake marsovske godine oko južnog solsticija nad Arsia Monsom, a ponavlja se 80 dana ili čak i više, nakon brzog dnevnog ciklusa. Neposredno prije nego što počne južna zima, sunčevo svjetlo zagrijava zrak na padinama vulkana. Na zavjetrinskoj padini vodeni led se kondenzira, tvoreći oblak koji se može širiti prema zapadu za više od 1000 km. Ujesen 2018. godine donijela je posebno izraženu verziju ovog orografskog oblaka, jer se olujna prašina na cijelom planetu konačno umirila. Prisutnost neke prašine nesumnjivo je naglašavala fenomen.
Studija koja je koristila globalni klimatski model otkrila je da je Medusae Fossae formacija mogla nastati iz pepela vulkana Apollinaris Mons, Arsia Mons i eventualno Pavonis Mons.

## Ledenjaci
Nedavni rad pruža dokaze za ledenjake na Arsia Monsu, kako na visokim i na niskim visinama. Niz paralelnih grebena nalikuje morani koju su spustili ledenjaci. Drugi dio izgleda kao da se led rastopio pod zemljom i formirao brdovit teren. Donji dio ima režnjeve i čini se da teče nizbrdo. Ova jajolika značajka još uvijek može sadržavati ledenu jezgru koja je prekrivena tankim slojem stijena koji su spriječili led da se sublimira.